# 陶琪
陶琪（1963年7月5日—），江苏苏州人，女，中国越剧演员，一级演员。擅长旦角，师从袁雪芬。
代表作品有《莫愁女》、《宝莲灯》、《侯门之女》、《红楼梦》、《柳毅传书》《劈山救母》等。1999年获得第十六届中国戏剧梅花奖，2003年获得白玉兰奖。